# Skarb rawski

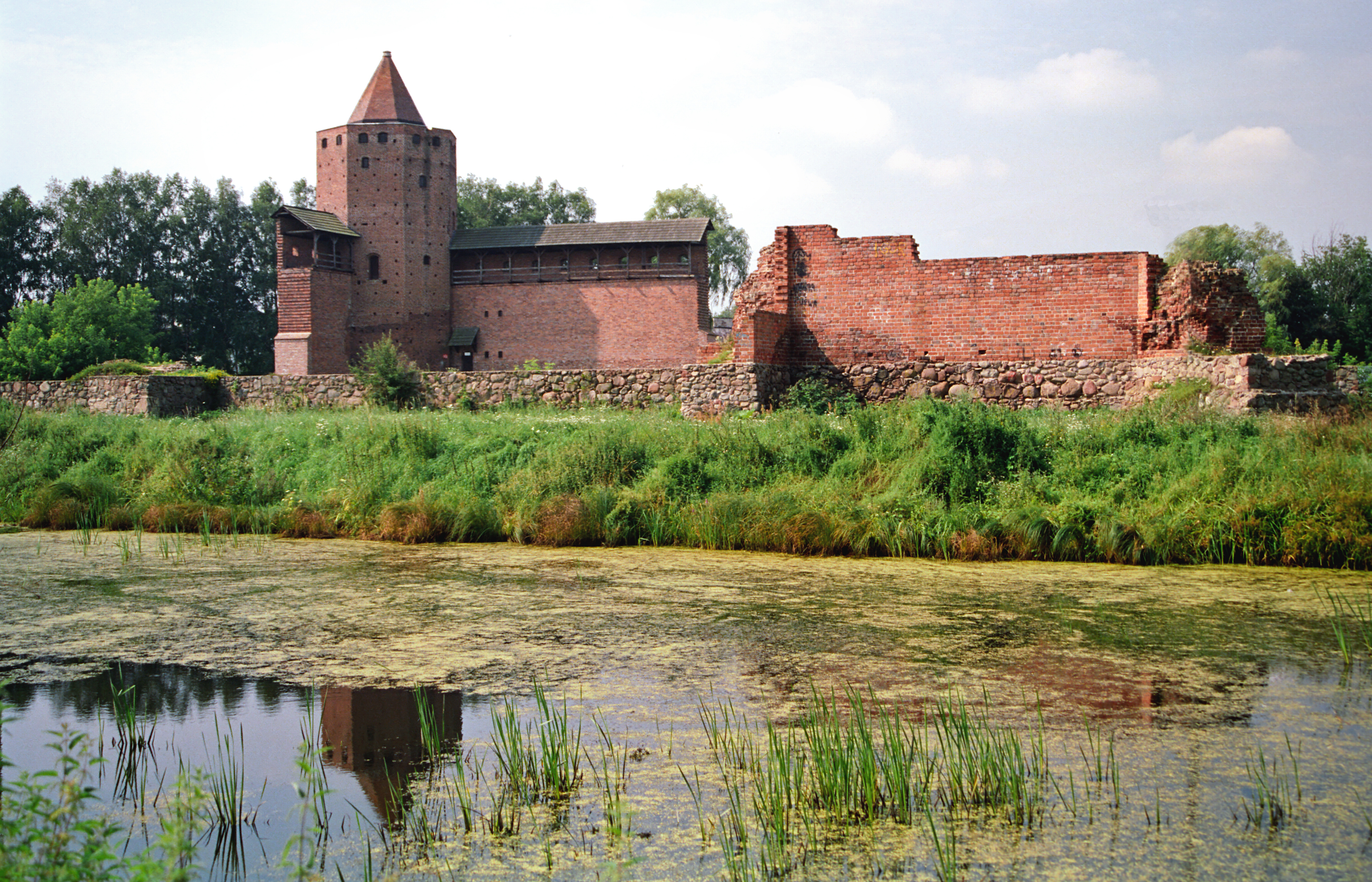
Zamek w Rawie - miejsce przechowywania środków dla wojsk kwarcianych

Skarb rawski, skarb kwarciany – utworzony na zamku w Rawie Mazowieckiej odrębny skarb dla utrzymania wojsk kwarcianych. Był to zawiązek stałego skarbu publicznego.
Reforma skarbowa Zygmunta Augusta z 1563 r., przeprowadzona na mocy ustawy o utrzymanie wojska zaciężnego, została dokonana pod wpływem żądań ruchu egzekucyjnego szlachty i utworzyła po raz pierwszy w Polsce stałe środki na utrzymanie wojska zaciężnego. W 1563 roku sejm uchwalił, że 1/4 dochodu (stąd kwarta) z terenów Królewszczyzn ma być przeznaczona na utrzymanie stałego wojska. W celu realizacji tych ustaleń w 1569 roku utworzono odrębny skarb z siedzibą na zamku w Rawie Mazowieckiej. 
W rzeczywistości do skarbu wpływało tylko 1/5 dochodów, ponieważ pozwolono posiadaczom starostw potrącać sobie 1/5 dochodów na ich utrzymanie i wydatki. W praktyce ustalił się następujący podział dochodów z Królewszczyzn: 1/5 na wojsko, 1/5 dla posesora, 3/5 dla króla, ale w rzeczywistości starostowie przeciągali spłaty albo uchylali się od spłat uzasadniając to na przykład najazdami tatarskimi. W rezultacie już na przełomie XVI i XVII wieku starostowie zatrzymywali dla siebie 4/5 opłat, opłacając tylko kwartę. Dochody z kwarty rozliczał podskarbi przed Komisją Skarbową, czyli komisję kontrolującą funkcjonowanie systemu skarbowego, nazywaną później Trybunałem Skarbowym lub Trybunałem Radomskim od miejscowości, gdzie się zbierała.
Kwartę płacono do skarbu rawskiego corocznie w okolicy Zielonych Świąt. Komisję Skarbową tworzyli wyznaczeni senatorowie, przed którymi rozliczał dochody podskarbi. Administracją kwarty w Koronie należała do skarbu rawskiego, którym zarządzali deputaci szlacheccy pod kontrolą podskarbiego.
Administratorem skarbu był starosta rawski. Z tej przyczyny starosta rawski należał do najważniejszych postaci w życiu politycznym kraju, gdyż mógł obrócić pieniądze zgromadzone w skarbcu na potrzeby doraźnej walki wyborczej w czasie elekcji. Tak zrobił m.in. późniejszy wojewoda rawski Stanisław Gostomski, który poparł finansowo elekcję Maksymiliana II Habsburga w 1575 i przyczynił się do wygranej Zygmunta III Wazy w 1587 (oddał wówczas skarb wynoszący 80 000 złp kanclerzowi wielkiemu koronnemu Janowi Zamoyskiemu).
Ustawa z 1607 O mieszkaniu Senatorów nakazywała przelewać do skarbu rawskiego grzywny nakładane na senatorów rezydentów w razie lekceważenia ich obowiązków. Podobna ustawa z 1609 dwukrotnie podwyższała wymiar grzywny.

## Legenda
Nie był to jedyny skarb o którym można mówić w związku z Rawą Mazowiecką. W 1948 r. znaleziono przy budowie liceum "skarb" ozdób sprzed roku 300 p.n.e. Cztery wielkie piwnice z kadziami pełnymi złotych dukatów i beczkami srebrnych talarów zgromadził zbójecki właściciel zamku rawskiego. Nieopatrznie wezwał on jednak imię szatana i stracił wszystko razem z zamkiem w ciągu jednej strasznej nocy. Kiedy w Warszawie pojawili się Prusacy, do Rawy zawitał "kusy". Przekonał on najbogatszych mieszczan, że na Górze Anielskiej znajduje się wielki skarb, a on potrafi go znaleźć. Potrzebne są tylko narzędzia z czystego złota do kopania. Zastawili swoje majątki dla złotych szpadli i kilofów. Kiedy dół był już głęboki, "kusy" wskoczył do niego, wybiła północ i cały złoty skarb mieszczan zniknął wraz z nim.
Nie te jednak skarby były przyczyną, dla której określenie "skarb rawski" stało się synonimem pustego, niewypłacalnego skarbca i prześmiewczą nazwą całego systemu skarbowego Rzeczypospolitej. To skarb kwarciany, ciągle zalegający z żołdem i oszukiwany przez dzierżawców królewszczyzn, był powodem umieszczenia miana godnego miasta wojewódzkiego w tak niesławnej nazwie.